# 久之浜町西
久之浜町西（ひさのはままち にし）は、福島県いわき市の町丁である。郵便番号は979-0334。

## 地理
いわき市北東部の久之浜地区に属する。北東で大久町大久と隣接し、残りを久之浜町久之浜に囲まれるように隣接するほか、南西側で道路幅員分のわずかな距離を隔て大久町小久と近接している。1984年に久之浜西部土地区画整理事業に伴い該当地域が久之浜町久之浜より分離して新設された。概ね二級水系大久川と支流の小久川の間、JR常磐線西側の区域であり、市営久之浜西部団地をはじめとし住宅地が広がる。北から一丁目、二丁目、小久川を挟み南側の対岸に三丁目が位置する。内郷御厩町に所在するいわき中央警察署及び四倉町に所在する平消防署四倉分署がそれぞれ管轄にあたる。なお、いわき市の統計ではいわき市久之浜町として扱われ、西一丁目から西三丁目が字としてその下につく様表記されている。

### 河川
二級水系大久川水系
- 大久川
  - 小久川

## 歴史
- 1984年 - 久之浜西部土地区画整理事業に伴い久之浜町久之浜より分離新設される[4]。

## 世帯数と人口
2023年10月31日現在の世帯数と人口は以下の通りである。
| 大字       | 世帯数  | 人口  |
| ---------- | ------- | ----- |
| 久之浜町西 | 266世帯 | 646人 |

## 小・中学校の学区
市立小・中学校に通う場合、学区は以下の通りとなる。
| 番地 | 小学校                     | 中学校                 |
| ---- | -------------------------- | ---------------------- |
| 全域 | いわき市立久之浜第一小学校 | いわき市立久之浜中学校 |

## 交通

### 鉄道
- JR常磐線

### 道路
- 二級市道南畑田脇線

## 施設
- 市営久之浜西部団地
- 久之浜西公園